# Gay Kayler
Gay Kayler (née Gay Kahler le 27 septembre 1941 à Gatton, au Queensland) est une chanteuse country australienne.  Gay a utilisé son nom de naissance dans sa carrière jusqu'en 1978, date à laquelle elle changea l'orthographe en Kayler pour une facilité de prononciation.

## Une carrière épanouie
Gay Kayler est née dans une famille de musiciens. Sa mère chantait et jouait du piano et du violon avec ses frères et sœurs dans le groupe de son père, les Darling Downs, dans les années 1930.
En 1942, la famille Kahler déménagea à Sydney où Gay continua cette tradition musicale quand, à l'âge de 2 ans, elle captiva l'attention des navetteurs Sydneysiders en chantant pour eux... Sa réputation grandit quand elle fut choisie pour chanter devant la princesse Alexandra durant sa visite en 1959.